# Цзинь Ван
Цзинь Ван (кит. трад. 王進, упр. 王进, пиньинь Wáng Jìn, палл. Ван Цзинь, нем. Jin Wang; род. 9 июля 1960, Пекин) — китайско-австрийский дирижёр и композитор.
Учился в Пекине, затем в Венской академии музыки у Карла Эстеррайхера и Леопольда Хагера. Занимался также в мастер-классах под руководством Леонарда Бернстайна и Зубина Меты. Лауреат нескольких международных конкурсов — в том числе второй премии фестиваля «Пражская весна» (1990) и конкурса имени Гжегожа Фительберга в Катовице (1991) и первой премии конкурса имени Николая Малько в Дании (1992).
С 1993 г. выступает как приглашённый дирижёр с Симфоническим оркестром Румынского радио. В 1999—2000 гг. возглавлял Моравский филармонический оркестр. Затем первый капельмейстер берлинской Комише Опер. В 2006—2008 гг. генеральмузикдиректор Вюрцбурга — эта каденция закончилась скандалом после того, как студентка-скрипачка подала на дирижёра в суд по обвинению в сексуальных домогательствах; Ван утверждал, что это обвинение стало результатом интриг в оркестре, направленных против его плана реорганизации коллектива. Вюрцбургский муниципалитет расторг контракт с Ваном (заплатив в итоге 105000 евро неустойки), однако суд в 2011 году оправдал его за недостаточностью улик.
В настоящее время профессор Королевской высшей музыкальной школы в Стокгольме и главный дирижёр симфонического оркестра в городе Вааса.
Наиболее заметная часть композиторской работы Вана — шесть сюит под общим названием «Тибетские впечатления» (англ. Tibet Impressions).